# Nomes de origem nórdica

Localização dos países nórdicos (Dinamarca, Noruega, Suécia, Islândia, Finlândia, Ilhas Faroé, e Groenlândia)

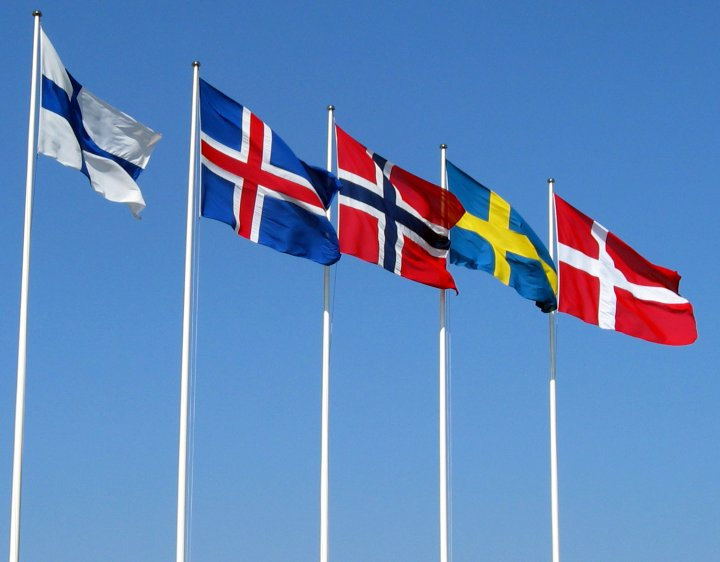
Bandeiras dos países nórdicos

Os nomes de pessoas (antropónimos) de origem nórdica têm as suas raízes na língua nórdica antiga, falada nos século IX-XIV nos países nórdicos – Dinamarca, Noruega, Suécia, Islândia, Finlândia, Ilhas Faroé, e Groenlândia, e nos países colonizados pelos povos nórdicos. Na busca de raízes ainda mais profundas, a investigação etimológica recorre às língua predecessoras do nórdico antigo: o nórdico arcaico (aproximadamente século II-IX), e, recuando ainda mais no tempo, o germânico primitivo (uma língua reconstruída por deduções hipotéticas, falada nos séculos V a.C.-II d.C., sem registros escritos).
Estes nomes estão referenciados em pedras rúnicas dos séculos século IV-XII (ex, Astrid e Ingvar), e em documentos medievais nórdicos, sobretudo a partir do século XII (ex, Björn e Sigrid), assim como de outros países fora do espaço nórdico.
Enquanto alguns nomes nórdicos continuam a ser usados nos nossos dias (ex, Sigrid e Gunnar), outros cairam no esquecimento (ex, Tola e Grimulv). Até ao século XII, os nomes nórdicos dominavam nos países nórdicos (ex, Sven e Ingrid). Com a chegada do cristianismo, as preferência deslocam-se sucessivamente para os nomes bíblicos e para os nomes de santos (ex, Johannes e Katarina). No século XIX, muitos destes nomes voltam a ser usados, depois de séculos de esquecimento (ex, Einar e Solveig). Após um século XX caracterizado por uma variação de modas e influências, chegou o século XXI, com um renascimento do uso de nomes nórdicos, como o atestam as listas anuais de nomes de recém-nascidos (ex, Sigrid e Arvid).
O conhecimento adquirido sobre os nomes nórdicos está limitado por um lado pela existência de interpretações diferentes, e por outro lado pela existência de incertezas e hipóteses linguísticas, difíceis de verificar.
Além de serem usados como primeiro nome (ex, Ingvar e Alva), os nomes nórdicos podem ser usados como nome de família (ex, Eriksson e Magnusson), e como nomes patronímicos até 1901, indicando o pai ou a mãe (Magnus Eriksson, Magnus, filho de Erik, e Katrín Jakobsdóttir, Katrín, filha de Jakob).

## Nomes
| Nome     | Etimologia e uso | Forma latinizada                       | Ref.                                                    |
| -------- | --- | -------------------------------------- | ------------------------------------------------------- |
| Alf      | Deriva nuns casos de "elfo" (uma criatura mítica nórdica), e noutros do nome próprio alemão "Adolfo". É usado na Suécia, Noruega e Suíça, além de outros países. Historicamente foi nome de dois nobres lendários (Elfo e Elfo, filho de Sigar) | Elfo e Adolfo                          | [ 8 ] [ 9 ] [ 10 ]                                      |
| Amund    | Deriva de "Agmund" e originou o nome de família Amundsen. É por vezes confundido com Anund, um nome diferente. É usado na Noruega e na Islândia, e com menos frequência na Dinamarca e na Suécia. Historicamente foi nome de um importante pintor mural (Mestre Amundo) | Amundo                                 | [ 11 ] [ 12 ] [ 13 ]                                    |
| Anund    | Era um nome usado sobretudo na Era Viquingue (Anuntr). Tem origem incerta, possivelmente do nórdico primitivo Anda-wanduR. A sua ocorrência mais antiga em sueco data do ano 1000. Aparece como Önundr em nórdico antigo na Saga dos Inglingos de ca. 1225. Hoje ocorre nas línguas sueca (Anund), norueguesa (Ånund) e islandesa (Önundur). Na Suécia há atualmente 170 homens com Anund como nome próprio e 68 pessoas com Anund como nome de família. Historicamente foi o nome de vários reis suecos lendários e reais (Anundo das Estradas, Anundo de Upsália, Anundo Jacó, Anundo Gårdske da Suécia, Anundo) | Anundo                                 | [ 14 ] [ 15 ] [ 16 ] [ 17 ] [ 18 ] [ 18 ] [ 19 ] [ 17 ] |
| Åsa      | Åsa ( pronúncia) deriva da palavra nórdica antiga as/ås/áss, que significava "deus". É usado na Suécia, Noruega, Dinamarca, Islândia, e ilhas Feroé. |                                        | [ 20 ] [ 21 ] [ 22 ] [ 23 ]                             |
| Astrid   | Deriva de Ástríðr, que significa "amada pelos deuses". O nome Astride está documentado como ”ostriþ” numa inscrição de 1010-1050 na pedra rúnica de Aspa, em Aspa (Södermanland): "Astride mandou levantar esta pedra em memória de Anundo e Ragnar, seus filhos." É usado na Suécia, Noruega, Dinamarca, Islândia, Finlândia e ilhas Feroé, assim como no Haiti, Lituânia, Alemanha, Luxemburgo, Trinidade e Tobago, e ainda outros países. Historicamente foi nome de duas princesas e uma rainha (Astrid da Bélgica, Astrid da Noruega, Astrid da Suécia)                                                       | Astride                                | [ 24 ] [ 25 ] [ 26 ] [ 27 ] [ 28 ]                      |
| Birger   | Birger ( pronúncia) deriva de Birgir, que significa "O protetor" ou "O auxiliador". Ocorre nas línguas sueca (Birger), norueguesa (Birger), dinamarquesa (Birger), feroesa (Birgir) e islandesa (Birgir). Com estas ou outras formas, está ainda registado na Finlândia, Israel, Espanha, França, Alemanha e Groenlândia, Suécia, Noruega, Dinamarca, Islândia e Ilhas Feroé | Binger                                 | [ 29 ] [ 30 ] [ 31 ]                                    |
| Bo       | Deriva de búi, que significava "morador permanente". Ocorre frequentemente na forma familiar Bosse. É usado na Suécia, Dinamarca e Groenlândia, e com menos frequência na Finlândia, Noruega, ilhas Feroé e nos Estados Unidos. | Bo                                     | [ 32 ] [ 33 ] [ 34 ]                                    |
| Björn    | Björn ( pronúncia) deriva de bernuR, que significa urso. A sua ocorrência mais antiga está registada numa pedra rúnica do século XI, na Södermanland. Foi um nome popular durante a Era Viquingue, tendo voltado a ter uma grande popularidade no século XX. Hoje em dia, ocorre nas línguas sueca (Björn), norueguesa (Bjørn), dinamarquesa (Bjørn) e islandesa (Björn). É usado na Suécia, Noruega, Dinamarca e Islândia, bem como Alemanha e Holanda. Historicamente foi o nome de reis e nobres nórdicos (Biorno I, Biorno II, Biorno III, Biorno Braço de Ferro da Dinamarca)                                 | Biorno ou Bero                         | [ 35 ] [ 36 ] [ 37 ]                                    |
| Bodil    | O nome feminino Bodil deriva do nome nórdico antigo Bothild, composto pelas palavras bot (melhora) e hildr (luta). É usado na Dinamarca, Noruega, Suécia. Entre as personalidades modernas com este nome estão a escritora sueca Bodil Malmsten. Entre as personagens históricas está a rainha dinamarquesa do século XI Bodil Thrugotsdatter. |                                        | [ 38 ] [ 39 ] [ 40 ] [ 41 ]                             |
| Botvid   | Deriva das palavras nórdicas bot (melhoria/tratamento) e vidh (árvore/bosque), significando "aquele que a floresta cura/melhora". É usado na Suécia. Historicamente foi nome do missionário Botuído | Botuído                                | [ 42 ] [ 43 ]                                           |
| Dag      | Deriva da palavra dag (dia), e significa "aquele que traz a luz". É usado na Noruega, Islândia, Suécia, Alemanha, Inglaterra, e outros países. Historicamente foi nome do rei lendário Dagero, o Sábio | Dagero                                 | [ 44 ] [ 45 ] [ 46 ] [ 47 ] [ 48 ] [ 49 ]               |
| Eskil    | Deriva de Ǣskæll, que significa "Elmo de Deus". Hoje ocorre nas línguas sueca (Eskil), norueguesa (Eskil), dinamarquesa (Eskild), islandesa (Áskell) e finlandesa (Esko). É usado sobretudo na Finlândia e na Noruega, e menos comumente na Suécia, na Dinamarca e na Islândia. Historicamente foi o nome de um santo (Ésquilo de Tuna), e alguns nobres e clérigos famosos (Ésquilo da Gotalândia Ocidental, Ésquilo de Lund, Ésquilo Pétreo de Turku) | Ésquilo                                | [ 50 ] [ 51 ] [ 52 ] [ 53 ]                             |
| Folke    | Significava originalmente "chefe de tribo" ou "chefe local". É usado na Suécia, e menos frequentemente na Finlândia, Islândia, Dinamarca e Noruega. |                                        | [ 54 ] [ 55 ] [ 56 ]                                    |
| Gunilla  | Deriva das palavras nórdicas gunnr (luta) e hild (luta), significando por consequência "luta". Éstá documentado como "Gunilda" em 1379. É usado usado na Suécia, Noruega e Dinamarca. | Gunila ou Gunhild                      | [ 57 ] [ 58 ] [ 59 ] [ 60 ] [ 61 ] [ 62 ] [ 63 ]        |
| Håkan    | Håkan ( pronúncia) deriva de Hakun, significando provavelmente "descendente elevado". é usado na Suécia, Noruega, Dinamarca, Islândia e Finlândia e ocorre nas línguas sueca (Håkan), norueguesa (Håkon, Haakon), dinamarquesa (Hagen) e islandesa (Hákon). Na Suécia há atualmente 52 913 homens com Håkan como nome próprio. Historicamente foi o nome de vários reis e príncipes da Noruega (Haquino I, Haquino II, Haquino III, Haquino IV, Haquino V, Haquino VI, Haquino VII, Haquino Magno, Haquino Adotado de Tore) e Suécia (Haquino, o Vermelho).                                                        | Haquino                                | [ 64 ] [ 65 ] [ 66 ]                                    |
| Harald   | Deriva das palavras har (exército) e valdr (chefe), e significava "chefe de exército/chefe militar". Está presente na pedra rúnica de Gripsholm do século XI, sob a forma haralt. É usado na Suécia, Noruega, Dinamarca, Alemanha, e em outros países. Historicamente foi nome de reis lendários (Haroldo Klak e Haroldo Dente de Guerra) e vários reis da Dinamarca (Haroldo I, Haroldo II, Haroldo III), Noruega (Haroldo I, Haroldo II, Haroldo III, Haroldo IV, Haroldo V) e Inglaterra (Haroldo I, Haroldo II)                                                                                                | Haroldo                                | [ 67 ] [ 68 ] [ 69 ] [ 70 ]                             |
| Hilda    | O nome feminino Hilda é uma forma latinizada do nome nórdico Hild, idêntico ao termo nórdico antigo hildr (luta; guerra). É usado na Suécia e Finlândia, assim como em menor grau em outros países. Entre as personalidades modernas com este nome estão Hilda Carlén (futebolista sueca), Hilda Hilst (escritora brasileira) e Hilda Doolittle (escritora americana). Entre as personagens históricas está santa Hilda de Whitby (santa cristã da Inglaterra), e entre as personagens fictícias está Hildr (uma valquíria da mitologia nórdica).                                                                  | Hilda                                  | [ 71 ] [ 72 ] [ 73 ] [ 74 ] [ 75 ]                      |
| Hjalmar  | Hjalmar ( pronúncia) deriva das palavras nórdicas helma (elmo) e harja (guerreiro). Foi um nome popular na Suécia do século XIX. Hoje em dia, ocorre nas línguas sueca (Hjalmar), norueguesa (Hjalmar) e dinamarquesa (Hjalmar). Entre os portadores deste nome estão o herói sueco Hjalmar da saga lendária islandesa Saga de Hervör do século XIII, o antigo primeiro-ministro da Suécia Hjalmar Branting (1860–1925), o explorador polar norueguês Hjalmar Johansen (1867–1913), o escritor sueco Hjalmar Söderberg (1869–1941) e o aviador norueguês Hjalmar Riiser-Larsen (1890–1965).                        |                                        | [ 76 ] [ 77 ] [ 78 ] [ 79 ] [ 80 ]                      |
| Hulda    | Tem uma origem incerta, podendo derivar de Hulda em nórdico antigo, significando "secreta/escondida", ou mais recentemente de Huld em sueco antigo, com o significado "amável/doce". É usado sobretudo na Islândia e Finlândia, e menos frequentemente na Suécia, Noruega, Dinamarca e Estados Unidos. | Hulda                                  | [ 81 ] [ 82 ] [ 83 ] [ 84 ]                             |
| Ingegerd | Ingegerd ( pronúncia) deriva de Ingigerðr, composto por Ing (deus germânico) e gärd (campo protegido por cerca). É um dos nomes que ocorrem nas pedras rúnicas da Era Viquingue. Está documentado como inkikir numa inscrição na pedra rúnica U 996, datada para 1070–1100, em Carberga (Uplândia): Ingride e Ingegerda mandaram erguer esta pedra.... É usado na Suécia, Noruega e Dinamarca. Historicamente foi o nome de uma rainha e várias princesas (Ingegerda de Bjelbo, Ingegerda da Suécia, Ingegerda da Noruega, Ingegerda, Ingegerda de Vadstena, Ingegerda)                                            | Ingegerda                              | [ 85 ] [ 86 ] [ 87 ] [ 88 ] [ 89 ]                      |
| Ingrid   | Inicialmente Ingifridh, composto por Inge (um deus germânico) e frid ("bela favorita"), e significando aproximadamente "a bela favorita de Ingo". Está registado em várias pedras rúnicas, sendo inkriþ a forma mais antiga de que há conhecimento. É usado em vários países, entre os quais Suécia, Noruega, Áustria e Brasil. Historicamente foi o nome de várias nobres e rainhas (Ingrid Alexandra da Noruega, Ingrid de Skänninge, Ingrid da Suécia e Ingrid Ylva). | Ingride                                | [ 90 ] [ 91 ] [ 92 ] [ 93 ]                             |
| Ingvar   | Significa "guerreiro". Na Suécia, está registado desde o ano 1000, tendo sido um nome popular nas décadas de 1920 e 1930. Atualmente é menos frequente. É usado na Suécia, Noruega, Dinamarca, Islândia, Finlândia e ilhas Feroé. Historicamente, foi nome de quatro nórdicos (Inguar, o Viajado, Inguar, o Grisalho, Inguar I, Inguar II e Inguar III) | Inguar                                 | [ 94 ] [ 95 ] [ 96 ] [ 97 ] [ 98 ]                      |
| Ivar     | Deriva provavelmente da palavra nórdica *īwa (teixo, nome de uma planta), significando "teixo" ou "arco de guerra feito de teixo". Uma outra hipótese é Ivar provir do nome Ingvar. É usado na Suécia, Noruega, Estônia, Islândia, Letônia, Finlândia, etc. Historicamente foi nome de caudilhos nórdicos (Ivar, o Desossado, Ivar Braço Longo) | Ivaro                                  | [ 99 ] [ 100 ] [ 101 ] [ 102 ] [ 103 ] [ 104 ]          |
| Jarl     | Jarl ( pronúncia) deriva do termo nórdico antigo jarl, que significava "homem livre distinto/chefe". Durante um período da Idade Média, jarl era o título do "homem mais próximo do rei". É usado na Noruega, Finlândia, Suécia e Dinamarca. |                                        | [ 105 ] [ 106 ] [ 107 ]                                 |
| Kjell    | Kjell ( pronúncia) deriva da palavra kettil, que significava "elmo" ou "caldeira". É usado na Noruega, Suécia, Dinamarca, e com menor frequência na Finlândia, Islândia e ilhas Feroé. |                                        | [ 108 ] [ 109 ] [ 110 ]                                 |
| Knut     | Tem origem incerta, podendo ser nórdico ou germânico. É usado na Noruega, Dinamarca, Suécia, ilhas Feroé, e outros países. Historicamente foi nome de reis e nobres da Dinamarca (Canuto I, Canuto II, Canuto III, Canuto IV, Canuto V, Canuto VI, Canuto Lavardo, Canuto) e Suécia (Canuto I, Canuto II). Entre as personalidades modernas com este nome estão Knut Hamsun (escritor norueguês; Nobel da Literatura), Knut Wicksell (economista sueco), Knut Lundmark (astrónomo sueco), Knut Nordahl (futebolista sueco), Knut Torbjørn Eggen (futebolista norueguês) e Knut Henriksen (músico dinamarquês).     | Canuto                                 | [ 111 ] [ 112 ] [ 113 ] [ 114 ] [ 115 ] [ 116 ]         |
| Lage     | Lage ( pronúncia) é um nome masculino de origem dinamarquesa antiga. Deriva da palavra lag (companhia) com o sentido companheiro ou camarada. É usado como Lage na Suécia e Noruega, e como Lauge na Dinamarca. |                                        | [ 117 ] [ 118 ] [ 119 ]                                 |
| Leif     | Deriva da palavra nórdica -leifr, que significava herdeiro/descendente/sucessor. Era inicialmente usado como "nome acessório", em nomes como Torleif ("herdeiro de Tor"). É usado na Suécia, Noruega, Dinamarca, Islândia, Finlândia e ilhas Feroé. Historicamente foi nome do caudilho viquingue Leivo. | Leivo ou Leifo                         | [ 120 ] [ 121 ] [ 122 ]                                 |
| Olav     | Significava originalmente "antepassado" e "herdeiro". É usado na Suécia, Noruega, Dinamarca, Islândia, Finlândia e Ilhas Feroé e ocorre nesses países como Olof, Ola, Ole, Olov, Olaf, Ofal, Olav ou Olle. Historicamente foi nome de reis lendários (Olavo, o Desbravador, Olavo) e reis da Suécia (Olavo, Olavo), Noruega (Olavo I, Olavo II, Olavo III, Olavo V) e Dinamarca (Olavo I, Olavo II) | Olavo                                  | [ 123 ] [ 124 ] [ 125 ]                                 |
| Ragnar   | A ocorrência conhecida mais antiga de "Ragnar" é numa pedra rúnica sob a forma de "Raknar". É usado na Suécia, Noruega, Finlândia e Islândia, e com menor frequência na Dinamarca e nas ilhas Feroé. Historicamente foi o nome do famoso caudilho Ragnar Calças Peludas. | Ragnar ou Reginhero                    | [ 126 ] [ 127 ] [ 128 ] [ 126 ] [ 129 ]                 |
| Ragnhild | Deriva das palavras nórdicas ragn (poder divino) e hild (luta), significando "luta dos deuses" ou "protegida dos deuses". Aparece sob formas como Ragnil, Ragnila, Rangel, Rangela. A sua ocorrência conhecida mais antiga é numa pedra rúnica sob a forma de ”rahniltr” (ᚱᚨᚺᚾᛁᛚᛏᚱ). Foi bastante vulgar durante a Idade Média, e voltou a ser popular na renascença dos nomes nórdicos no século XIX. É usado na Noruega, Islândia, Ilhas Faroé, Suécia, Finlândia e Dinamarca. Historicamente foi nome de Santa Ragenhilda e da princesa Ragenhilda da Noruega.                                                  | Ragenhilda                             | [ 130 ] [ 131 ] [ 132 ]                                 |
| Ragnvald | Deriva das palavras nórdicas ragn (poder divino) e vald (soberano). A sua ocorrência conhecida mais antiga é numa pedra rúnica sob a forma de "rahnualtr". É usado sobretudo na Islândia, e com menos frequência na Suécia, Noruega, Alemanha e Finlândia. | Ragualdo, Ragnualdo, Ronaldo, Reinaldo | [ 133 ] [ 134 ] [ 135 ] [ 136 ] [ 137 ] [ 138 ]         |
| Sigrid   | Deriva de Sigríðr, que significa "bela vencedora". É usado na Islândia, Noruega, ilhas Feroé, Suécia, Alemanha, Áustria e outros países. | Sigride                                | [ 139 ] [ 140 ] [ 141 ] [ 142 ] [ 143 ]                 |
| Sten     | Deriva da palavra sten, que significa pedra. A sua ocorrência mais antiga está registado na Pedra de Frösö do século XI, sob a forma Stainn. Hoje em dia, ocorre nas línguas sueca (Sten), norueguesa (Stein ou Sten), dinamarquesa (Sten ou Steen) e holandesa (Sten). É usado na Suécia, Noruega, Dinamarca e Holanda. Na Suécia há atualmente 23 000 homens com Sten como nome próprio. Historicamente foi o nome de políticos e nobres nórdicos (Sten Sture, Sten Sture, o Moço, Sten) |                                        | [ 144 ] [ 145 ] [ 146 ] [ 147 ]                         |
| Sture    | Deriva de stura, que significava "teimoso/obstinado". É usado na Suécia, Noruega, Dinamarca e Finlândia. Também era usado antigamente como nome do meio. Historicamente foi sobrenome de várias figuras nórdicas relevantes (Sten Sture, Sten Sture, o Moço, Svante Sture, Anund Sture) |                                        | [ 148 ] [ 149 ] [ 150 ]                                 |
| Sune     | O nome Sune deriva do sueco antigo sun (filho). A sua ocorrência mais antiga na Suécia está registada no ano 1000. É usado na Suécia e na Dinamarca. Entre as personalidades modernas com este nome está Sune Bergström, bioquímico sueco agraciado com o Nobel de Fisiologia ou Medicina de 1982. Entre as personagens históricas está Sune Ebbesøn, nobre dinamarquês do século XII. |                                        | [ 151 ] [ 152 ] [ 153 ]                                 |
| Sven     | Deriva de svein, que significa jovem. É usado na Suécia, Noruega e Dinamarca e ocorre nas línguas sueca (Sven), norueguesa (Svein), dinamarquesa (Svend) e islandesa (Sveinn). Com a forma Sven, existe também na Alemanha, Holanda, Suíça, e até na Croácia e na Eslovênia. Na Suécia há atualmente 105 208 homens com Sven como nome próprio. Historicamente foi nome de vários reis nórdicos (Sueno, Sueno I, Sueno II, Sueno III, Sueno) | Sueno                                  | [ 154 ] [ 155 ] [ 156 ] [ 157 ]                         |
| Sverker  | Possivelmente derivado de *Svartger (lança negra). A sua ocorrência mais antiga está registado na pedra rúnica de Fröberga do século XI, sob a forma serkiR. Em uso sobretudo na Suécia, e menos frequentemente na Finlândia e na Noruega. Entre os portadores contemporâneos deste nome estão Sverker Göranson, Sverker Martin-Löf, Sverker Olofsson, Sverker Sörlin, Sverker Thorén e Sverker Åström. Historicamente foi nome de dois reis suecos - Sverker den äldre (Suérquero I) e Sverker den yngre (Suérquero II).                                                                                          | Suérquero                              | [ 158 ] [ 159 ] [ 160 ] [ 161 ] [ 162 ] [ 163 ] [ 164 ] |
| Tore     | Deriva de Þórir, que possivelmente significava "lutador do deus Tor". É um dos nomes mais frequentes nas pedras rúnicas da Era Viquingue. É usado na Noruega, Islândia, Suécia, Finlândia, ilhas Feroé, e noutros países. Historicamente foi o nome de clérigos e nobres nórdicos (Torir Cão de Caça, Torir de Trøndelag e Torir) | Torir                                  | [ 165 ] [ 166 ] [ 167 ]                                 |
| Torsten  | Torsten ( pronúncia) é um nome masculino composto pelas palavras nórdicas Tor (o deus nórdico antigo) e sten (pedra), significando "pedra de Tor". É um dos nomes que ocorrem nas pedras rúnicas da Era Viquingue. |                                        | [ 168 ] [ 169 ]                                         |
| Yngve    | Deriva possivelmente do germânico primitivo *Ingwaz, significando aproximadamente "amigo do deus Ingo". É usado na Suécia e Noruega. Historicamente foi o nome de dois reis lendários (Ínguino e Ínguino). | Ínguino                                | [ 170 ] [ 171 ] [ 172 ] [ 173 ] [ 174 ] [ 175 ] [ 176 ] |
| Östen    | Deriva de Eysteinn, composto por "felicidade" e "pedra", significando "pedra da felicidade". É um dos nomes mais frequentes nas pedras rúnicas da Era Viquingue, frequentemente grafado Aystain. É bastante usado na Noruega, e menos nas Ilhas Faroé, na Islândia e na Suécia. É registrado em norueguês como Øystein e em sueco como Östen. Entre as personalidade contemporâneas com este nome estão Östen Undén, Östen Warnerbring, Øystein Aarseth e Øystein Sevåg. Historicamente foi o nome de três reis nórdicos (Ósteno, o Barrigudo, Ósteno, Agostinho I, Agostinho II).                                 | Ósteno e Agostinho                     | [ 177 ] [ 178 ] [ 179 ]                                 |